# Pius Michaud
Pour les articles homonymes, voir Michaud.
Pius Michaud (1870-1956) est un avocat et un homme politique canadien.

## Biographie
Pius Michaud est né le 28 août 1870 à Saint-Léonard, au Nouveau-Brunswick. Son père est Félix Michaud et sa mère est Marguerite Violette. Il étudie au Collège Saint-Joseph de Memramcook. Il épouse Marie Hébert le 25 septembre 1899.
Il est député de Victoria à la Chambre des communes du Canada de 1906 à 1914 en tant que libéral. Il est député de la nouvelle circonscription de Restigouche-Madawaska en 1917 et 1921 mais est battu par Arthur Culligan en 1925.
Il est mort le 5 juillet 1956.